# Прекмурско наречие
Прекомурски език е бил наричан вендски (vend) в Унгария само по традиционални, и не на последно място, поради политически причини. Въпреки усилените опити в периода между двете световни войни за налагане на термините vendski, vendiski, хората говорещи езика са определяли своя език като словенски език (slovenski jezik).
Прекомурският се пада към панонската диалектна група, който има и собствен литературен език, говори се от словенците от Прекмуре и от унгарските словенци.